# Milica Đorđević (kompozitorka)
Milica Đorđević (Beograd, 1984) je višestruko nagrađivana i međunarodno prepoznata srpska kompozitorka savremene klasične muzike. Dela Milice Đorđević nastaju u okruženju najsavremenijih kreativnih postupaka i sama doprinose tom trendu najnovijeg muzičkog iskaza i najsvežijih ideja. 

## Biografija
Milica Đorđević je diplomirala kopoziciju na Fakultetu muzičke umetnosti u Beogradu u klasi Isidore Žebeljan dok je na Katedri za medijske predmete istog fakulteta završila snimanje muzike i tonsku režiju u klasi Đorđa Petrovića. Na FMU je pohađala i kurseve elekronske kompozicije kod Zorana Erića i Borisa Despota. Na Conservatoire National de Region de Strasbourg je pohađala specijalističke studije od 20070-2009 godine u klasi Ivana Fedelea a potom je od 2009-2010 godine u Centru za istraživanje elektronske muzike IRCAM u Parizu pohađala specijalni studijski istraživački program elektronske i kompjuterske muzike i kompozicije Cursus1. Poslediplomske studije 3. stepena je završila na HfM Hanns Eisler u Berlinu, u klasi prof. Hanspetera Kiburca.
Živi i stvara u Berlinu. Milica je jedan  od idejnih tvoraca i glavnih organizatora festivala studenata kompozicije – KOMA. Godine 2025. postala je profesorka kompozicije na Lübeck University of Music. 
Njena dela izvođena su na najvećim festivalima u zemlji kao što su Mokranjčevi dani, i Međunarodna tribina kompozitora kao i u inostranstvu na festivalima u Velikoj Britaniji, Holandiji, Švajcarskoj, Nemačkoj, Italiji, Francuskoj i dr. 
Milica Đorđević je sarađivala sa ansamblima i muzičarima kao što su „Arditi“ kvartet za koji joj je poručena nova kompozicija, Simfonijski orkestri Bavarske, Hrvatske, Austrijske RTV i simfonijski orkestri Zapadnonemačkog i štutgartskog radija, Berlinska filharmonija, Nacionalni orkestar Lorene, Festivalski orkestar Lucerna, Minhenski kamerni orkestar, potom ansambli „Rezonans“, „Karajan akademija“, „Modern“, „Muzikfabrik“, „Rešerš“, „Noj Vokalsolisten“, „Alternans“ i „l'arsenale“, kao i dirigenti Eno Pope, Brad Lubman, Ilan Volkov, Baldur Breniman, Johanes Kalicke i Gustavo Dudamel.

## Stvaralaštvo i poetika
Stvaralaštvo ove umetnice sadrži dela u žanrovskom rasponu od vokalnosimfonijskih i simfonijskih, pa do raznih kamernih i solističkih ostvarenja. Njene najnovije kompozicije za orkestar ili veliki kamerni ansambl su: „Mali svitac, između dva treptaja“ iz 2024   , „Mali svitac žestoko ozaren i prestravljen nesnošljivom lepotom“ iz 2023 , „Nalet“ za veliki anasambl, iz 2023, „Jadarit“ za udaraljke i gudače iz 2022, kao i dela za simfonijski orkestar „O drveću, nežnosti, mesecu...“ iz 2022, „Živa“ iz 2016. „Put belih kostiju“ iz 2009. i „Svitac u tegli“ iz 2008.  Na spisku njenih dela su i dva obimnija vokalno instrumentalna ostvarenja, „Čvor“ i „Mit o ptici“ oba za hor i orkestar iz 2020. i 2021.godine. Od kamernih kompozicija izdvaja se nekoliko dela za razne instrumentalne kombinacije, a iz ciklusa „transfixed“, iz 2020 i 2022, „Pod vodom raskršća snova“ za klarinet, violončelo i klavir iz 2019, „Indigo“ za dvostruki gudački kvartet iz 2017 , „Rđa“ za kamerni ansambl iz 2015, „Fosforescencija“ za hornu, trubu i bas-trombon iz 2014, kao i dve verzije dela „Zvezdoznančeva smrt“ za gudački kvartet iz 2009. Od vokalnih ostvarenja tu su i „Hladan ti dah do grla“ za glas i ansambl iz 2016, „Manje te u majke groze“ za sopran i kamerni ansambl iz 2011., kao i dva ostvarenja za sopran i harmoniku, „Kakva mi je pa to igra“ iz 2014. i „Ti hoćeš da se volimo“ iz 2015. 
Dela Milice Đorđević nastaju u okruženju najsavremenijih kreativnih postupaka i sama doprinose tom trendu najnovijeg muzičkog iskaza i najsvežijih ideja. Zvuk je za ovu autorku već materijal po sebi, ona ga koristi u svojoj bujnoj soničnoj imaginaciji u najširem smislu: kao tonska ili fakturna boja, registar, način dobijanja zvuka, razni efekti, granične tačke do kojih se može dopreti u dobijanju tona, dinamičke i agogičke finese, interpretativni gestovi. Stoga njene ekspertski ispisane i pregledne partiture predstavljaju veoma težak zadatak za izvođače od kojih traži da sviraju i tradicionalno i netradicionalno, odnosno, da i sami prikažu vlastitu ekspertsku veštinu.
U njenoj muzici nema tematizma, nema motivskog rada, a ponavljanje služi za dobijanje željenih fakturnih slika, tekstura i rastera kao deo šireg plana, gde ponovljeni mikroelementi predstavljaju ritmičko disanje boja i novo uklapanje njihovih jedinstvenih zvučnosti. To je intuitivni hod muzike za tembrom, često oslonjen na efekte kontrolisane aleatorike. Glavni sadržaj muzike Milice Đorđević je šarena, kompleksna, raskošna i aluzivna – buka. Nju sačinjavaju isplanirani i minuciozno zapisani, pa kolažno montirani, obojeni klasteri koji i jesu taj jedinstveni i dragoceni „govor tembra“. „Šapat“, „šum“, „udarci“, „trenje“, „šuštanje“, „svetlucanje“, „bljeskovi“, „vetar“, „grmljavina“, „kiša“ na stotinu načina. 

## Nagrade
- 2024. prestižna nagrada italijanske kritike Premio Abbiati del Disco za CD orkestarskih dela
- 2020. Claudio Abbado nagrada Berlinske filharmonije
- 2016.  Ernst von Siemens Composers' Prize
- 2015. Belmont nagrada za savremenu muziku Forberg-Schneider Fondacije
- 2013. nagrada Ministarstva kulture i Senata Berlina Berlin-Rheinsberger Kompositionspreis
- 2013. pobednica takmičenja Lucerne Festivala
- 2013/14. pobednica takmičenja Musica Femina Minhen / Münchener Kammerorchester
- 2011. Tesine nagrada za stvaralaštvo mladih